# Nemanja Andrić
Nemanja Andrić (in serbo Heмaњa Aндpић?; Belgrado, 13 giugno 1987) è un calciatore serbo, attaccante dell'Issimo.

## Carriera

### Club
Il 14 luglio 2017 viene acquistato a titolo definitivo dalla squadra ungherese del Balmazújváros.

## Palmarès

### Club

#### Competizioni nazionali
- Campionato ungherese: 1

Győri ETO: 2012-2013
- Supercoppa d'Ungheria: 1

Győri ETO: 2013